# Антони Славински
Антони Димитров Славински е български политик. Почетен професор на Нов български университет (2000).

## Биография
Роден е на 19 май 1946 г. в София. Завършва ВМЕИ, специалност „Радиотехника“. До 1992 г. работи в Научноизследователския институт по съобщенията като научен сътрудник и като ръководител на секция и направление. Специализира честотно планиране и управление в Женева и стратегическо управление и ръководство във Виена. От 1992 до 1995 г. е член на борда на директорите и заместник-председател по планиране и изграждане на мрежи на Българската телекомуникационна компания. По време на правителството на Жан Виденов е освободен от БТК и работи като независим консултант.
През 1997 г. е назначен за председател на Комитета по пощи и далекосъобщения от служебния кабинет на Стефан Софиянски. От края на 1999 до 2001 г. заема поста министър на транспорта и съобщенията в правителството на Иван Костов.
Антони Славински е член на Демократическата партия от 1992 г. Той е преподавател в Нов български университет и председател на Асоциация „Телекомуникации“.
От 2011 г. до 2020 г. е председател на Настоятелството на Нов български университет, заменяйки на поста проф. Богдан Богданов – учредител на университета.